# Windsor (Connecticut)
Windsor ist eine Stadt in Hartford County im Bundesstaat Connecticut in den USA. Das U.S. Census Bureau hat bei der Volkszählung 2020 eine Einwohnerzahl von 29.492 ermittelt.

## Geographie
Die Stadt liegt 10 Kilometer nördlich von Hartford und 10 Kilometer südlich des Bradley International Airports. Sie liegt außerdem am Connecticut River sowie am Interstate-91-Highway.

## Geschichte
Ursprünglich war das Gebiet des heutigen Windsor von Indianerstämmen besiedelt, insbesondere von den Pequots und den Mohegans. Im Jahr 1633 ließen sich Siedler aus Massachusetts dort nieder. Der Name „Windsor“ geht auf das Jahr 1637 zurück. Zwischen 1830 und 1930 wurde der Hauptlebensunterhalt der Bevölkerung in Sägewerken und Papiermühlen gesichert. Ein weiterer bedeutender Wirtschaftsfaktor war der Anbau von Tabak sowie die Fabrikation von Ziegeln. Viele der dafür benötigten Flächen wurden später stillgelegt und werden heute für moderne Bürogebäude oder andere Gewerbegebiete und Industrieparks genutzt.
In Windsor betrieb Amy Archer-Gilligan von 1907 bis 1917 ihr „Archer Home for Elderly and Indigent Persons“, bis sie wegen sechsfachen Mordes angeklagt wurde. Der Fall inspirierte das Theaterstück Arsen und Spitzenhäubchen.

## Demographie
Die Volkszählung von 2000 (United States Census 2000) ergab eine Bevölkerungszahl von 28.237 Personen, aufgeteilt in 10.900 Haushalte. Der Anteil der Personen unter 18 Jahren betrug zu diesem Zeitpunkt knapp 25 %.

## Schulen

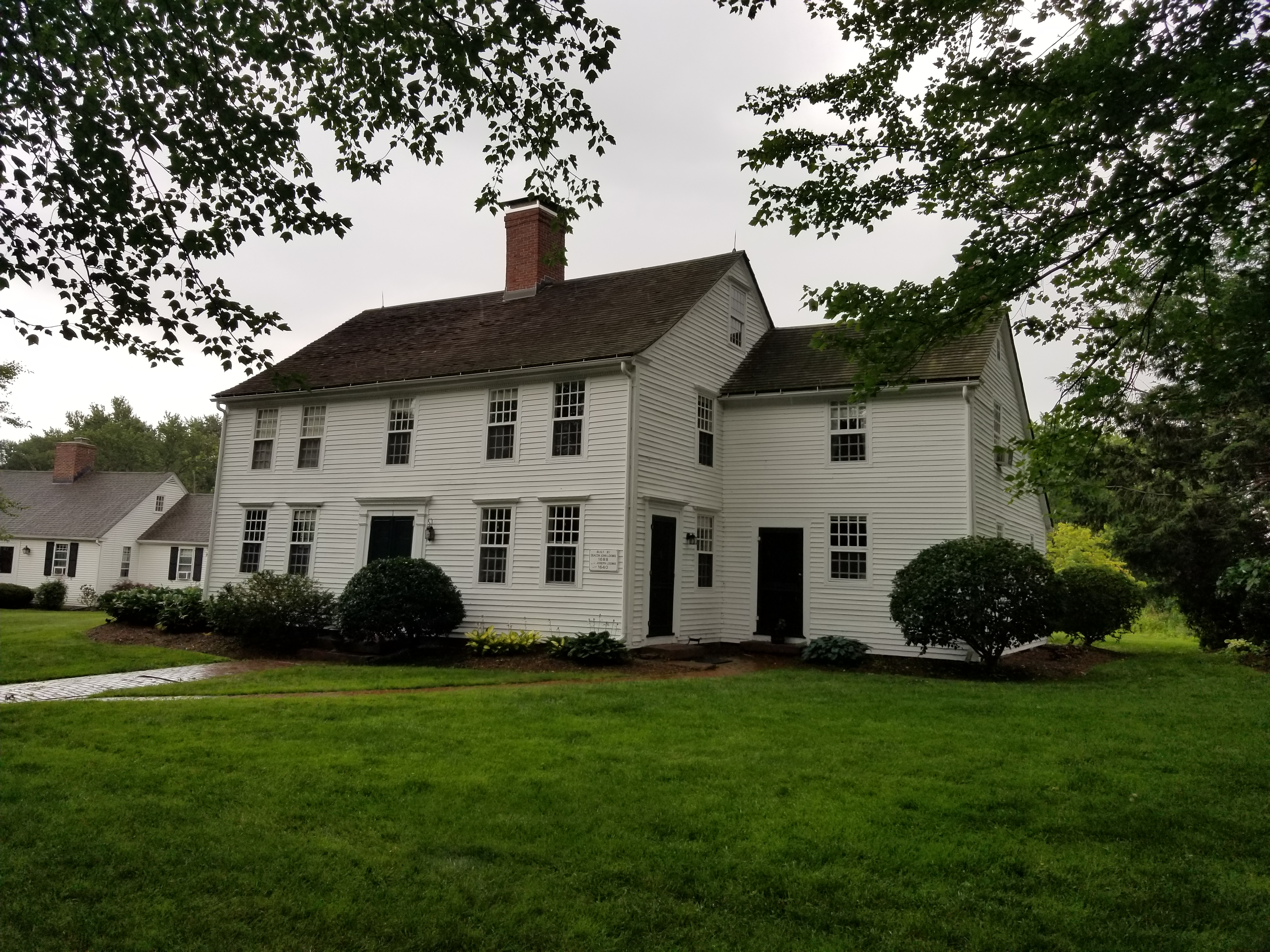
Eines der ältesten Gebäude in den USA, Loomis Homestead - erbaut um 1640

Die Loomis Chaffee School ist eine elitäre Internatsschule, die 1874 genehmigt wurde, aber erst 1914 den Unterricht aufnahm, mit einem Schulcampus von etwa 300 Acres. Der frühere US-Außenminister George P. Shultz ist ein Absolvent (1938). Das Gebäude Loomis Homestead, das Joseph Loomis 1640 gebaut hatte und eines der ältesten Gebäude der Vereinigten Staaten ist, steht auf dem Campus.

## Söhne und Töchter der Stadt
- Roger Wolcott (1679–1767), Weber und Politiker
- Daniel Marshall (1706–1784), Geistlicher
- Oliver Wolcott (1726–1797), Politiker
- Oliver Ellsworth (1745–1807), Jurist, Politiker und Präsident des Obersten Gerichtshofs der Vereinigten Staaten
- Gaylord Griswold (1767–1809), Jurist und Politiker
- Thomas Hale Sill (1783–1856), Politiker
- Lancelot Phelps (1784–1866), Politiker
- John Milton Niles (1787–1856), Politiker und Autor historischer Werke
- William W. Ellsworth (1791–1868), Politiker und Jurist
- Henry Leavitt Ellsworth (1791–1858), Jurist
- John Strong Newberry (1822–1892), Geologe
- George G. Sill (1829–1907), Jurist und Politiker
- Christine Ladd-Franklin (1847–1930), Mathematikerin und Psychologin
- Gregg Johnson (* 1982), Eishockeyspieler
- Olivia Lincer (* 2004), polnische Tennisspielerin